# My Lady's Slipper (film 1916)
My Lady's Slipper è un film muto del 1916 diretto da Ralph Ince.

## Produzione
Il film fu prodotto dalla Vitagraph Company of America.

## Distribuzione
Distribuito dalla V-L-S-E, il film uscì nelle sale cinematografiche statunitensi il 10 gennaio 1916 dopo essere stato presentato in prima al Vitagraph Theatre di New York il 9 gennaio 1916.